# Spencer Jones
Spencer Jones (Kansas, 14 de junho de 2001) é um jogador norte-americano de basquete profissional que atualmente joga no Denver Nuggets da National Basketball Association (NBA) e no Grand Rapids Gold da G-League.
Ele jogou basquete universitário pela Universidade Stanford.

## Carreira no ensino médio
Jones estudou no Bishop Miege em Roeland Park, Kansas, levando a sua equipe a três títulos estaduais. Em seu último ano, ele liderou seu time com médias de 18,8 pontos, 8,0 rebotes, 3,0 roubos de bola e 2,5 bloqueios.

## Carreira universitária
Jones jogou basquete universitário pela Universidade Stanford, onde jogou em 146 jogos em cinco temporadas e teve médias de 11,0 pontos, 4,1 rebotes, 1,2 assistências e 1,1 roubos de bola, tudo isso enquanto acertava 43,9% dos seus arremessos e 39,7% da linha de três pontos em 28,3 minutos. Em 2023, ele foi selecionado para a Segunda-Equipe da Pac-12 e encerrou sua carreira universitária como o líder de todos os tempos da universidade em jogos disputados com 146 e cestas de três pontos com 315.

## Carreira profissional
Após não ser selecionado no draft da NBA de 2024, Jones se juntou ao Portland Trail Blazers para a Summer League de 2024 e, em 30 de julho, assinou um contrato de duas vias com o Denver Nuggets e com seu afiliado da G-League, Grand Rapids Gold.

## Estatísticas da carreira
| Ano      | Equipe   | PJ  | PT  | MPJ  | AP   | 3P   | LL   | RT  | AS  | BR  | TO  | PPJ  |
| -------- | -------- | --- | --- | ---- | ---- | ---- | ---- | --- | --- | --- | --- | ---- |
| 2019-20  | Stanford | 32  | 29  | 28.6 | .421 | .431 | .696 | 3.2 | 0.8 | 0.6 | 0.9 | 8.8  |
| 2020-21  | Stanford | 26  | 25  | 28.3 | .416 | .371 | .667 | 3.9 | 1.0 | 1.2 | 0.7 | 8.2  |
| 2021-22  | Stanford | 31  | 31  | 26.6 | .474 | .376 | .750 | 4.5 | 1.1 | 0.9 | 0.6 | 12.0 |
| 2022-23  | Stanford | 32  | 30  | 29.0 | .433 | .389 | .746 | 4.7 | 1.2 | 1.2 | 0.9 | 14.1 |
| 2023-24  | Stanford | 25  | 24  | 29.1 | .438 | .409 | .645 | 4.1 | 2.0 | 1.4 | 0.8 | 11.7 |
| Carreira | Carreira | 146 | 139 | 28.3 | .436 | .395 | .700 | 4.0 | 1.2 | 1.0 | .7  | 10.9 |

## Links externos
- Biografia do cardeal de Stanford